# Гончар Микола Вікторович
Микола Вікторович Гонча́р (народився 12 серпня 1950 в селі Чемер Олішевського, тепер Козелецького району Чернігівської області) — український зв'язківець, член спостережної ради ВАТ «Укртелеком», кандидат педагогічних наук, доцент, генерал-майор.

## Життєпис
Народився 12 серпня 1950 р. у с. Чемер Олішевського р-ну Чернігівської області.
Освіта вища, у 1972 р. закінчив Київське вище військове інженерне училище зв'язку.
- 1967—1989 — служба у Збройних силах.
- 1989—1992 — заступник начальника, начальник Київського вищого військово-інженерного двічі Червонопрапорного училища зв'язку ім. М.Калініна.
- 09.1992—1997 — начальник Київського військового інституту управління та зв'язку.
- 1999—2000 — головний консультант-інспектор Адміністрації Президента України.
- 2000—2001 — перший заступник генерального директора ВАТ «Укртелеком».
- 08.2001—04.2002 — перший заступник голови Державного комітету зв'язку та інформатизації України.
- 2002—2003 — голова Державного комітету зв'язку та інформатизації України.
- 2003—03.2004 — заступник генерального директора з питань технічної експлуатації ВАТ «Укртелеком».
- З березня 2004 — директор Науково-технічного центру, голова Науково-технічної ради ВАТ «Укртелеком».
- 1 липня 2009 року призначений заступником Міністра транспорту та зв'язку України — головою Державної адміністрації зв'язку.
- 24 березня 2010 КМУ прийняв відставку Миколи Гончара з посади заступника Міністра транспорту та зв'язку України — голови Державної адміністрації зв'язку[1]
- З серпня 2012 року - кандидат у народні депутати України за одномандатним виборчим округом №221, м.Київ - Печерський, Солом'янський та Шевченківський район.

Державний службовець 1го рангу.

## Відзнаки
- Засновник і Почесний член Чернігівського земляцтва в Києві[2].